# Поляков Олексій Федорович
Поляков Олексій Федорович (нар. 1 квітня 1929 року) — український вчений в галузі лісівництва, доктор сільськогосподарських наук, головний науковий співробітник ДП Кримська гірсько-лісова науково-дослідна станція, професор Кримського державного аграрного університету у 2000—2007 роках. Академік Лісівничої академії наук України (ЛАНУ), керівник Південного відділення. Член-кореспондент Української екологічної академії наук та дійсний член Кримської академії наук.

## Біографія
Олексій Федорович народився 1 квітня 1929 року в селі Олексіївка Первомайського району Харківської області України.
У 1953 році закінчив Харківський сільськогосподарський інститут за спеціальністю лісомеліорація, здобув кваліфікацію — «Інженер-лісомеліоратор».
Розпочав трудовий шлях у 1953 році молодшим науковим співробітником Закарпатської лісодослідної станції
У 1961 році закінчив аспірантуру в Українському науково-дослідному інституті лісового господарства та агролісомеліорації імені Г. М. Висоцького (УкрНДІЛГА). Працював вченим секретарем, потім — заступником директора, директором, головним науковим співробітником Кримської гірсько-лісової науково-дослідної станції (КГЛНДС) у Алушті.
У 1986 році захистив докторську дисертацію у Національному аграрному університеті (Київ) за спеціальністю 06.03.03 — лісознавство та лісівництво, доктор сільськогосподарських наук.
З 2000 по 2007 роки працював у Кримському державному аграрному університеті, Південній філії Національного аграрного університету на посадах завідувача кафедри лісового і садово-паркового господарства, професора кафедри садово-паркового і лісомисливського господарства (2002—2005), завідувача кафедри садово-паркового і лісомисливського господарства (2005—2007). Готував фахівців-лісівників за спеціальністю «Лісове господарство». Викладав лісознавство, лісовпорядкування, рекреаційне лісокористування. Науково-педагогічний стаж роботи вченого становить понад 50 років.
З грудня 2007 року професор Поляков О. Ф. працює у Кримській гірсько-лісовій науково-дослідній станції на посаді головного наукового співробітника.

## Науковий доробок
Предметом наукових досліджень слугують водоохоронні захисні властивості лісів і характерні особливості ведення лісового господарства в гірських лісах рекреаційних областей України. Науковий доробок професора Полякова О. Ф. складають п'ять монографій, більше 120 наукових, більше 30 науково-популярних статей, 5 навчально-методичних робіт:
1. (рос.) Поляков А. Ф. Об оценке водоохранно-защитных свойств горных лесов Крыма. Лесоведение. 1971. № 1. С. 70-79.
2. (рос.) Поляков А. Ф. Особенности рекреационного лесопользования в горных курортных районах Крыма. Лесоведение. 1993. № 4. С. 50-53.
3. (рос.) Поляков А. Ф., Плугатарь Ю. В., Барвинская Т. М. Экологические требования при рекреационном использовании лесов Крыма. Экосистемы Крыма, их оптимизация и охрана. Симферополь: ТНУ, 2002. Вып. 12. С. 170-174.
4. (рос.) Леса Крыма (прошлое, настоящее, будущее) / А. Ф. Поляков, Н. М. Милосердов, Н. Н. Агапонов и др. Симферополь: Крым Полиграф Бумага, 2003. 144 с.
5. (рос.) Поляков А. Ф., Плугатарь Ю. В. Полезащитные лесные полосы в степях Крыма. Научное обоснование основных направлений развития агропромышленного комплекса Крыма в условиях рыночного производства. Симферополь: Таврия, 2004. С. 281-287.
6. Поляков О. Ф., Плугатар Ю. В., Рудь А. Г. Особливості рекреаційного лісокористування у гірському Криму. Наукові праці Лісівничої академії наук України. Львів: видавництво НУ «Львівська політехніка», 2005. Випуск 4. С. 110-118.
7. (рос.) Поляков А. Ф., Плугатарь Ю. В., Рудь А. Г. Экологическая роль горных лесов Крыма. Наукові праці Лісівничої академії наук України: збірник наукових праць. Львів: РВВ НЛТУ України, 2008. Вип. 6. С. 143-148.
8. (рос.) Поляков А. Ф., Плугатарь Ю. В. Лесные формации Крыма и их экологическая роль. Харьков: Новое слово, 2009. 405 с.

Під керівництвом професора Полякова О. Ф. захищено 3 кандидатські дисертації: Левчук О. І. «Особливості рекреаційного лісокористування за водозбірним принципом на південному макросхилі Кримських гір».

## Нагороди
За високі наукові досягнення Поляков Олексій Федорович удостоєний почесних звань, багатьох нагород:
- Заслужений діяч науки і техніки Автономної Республіки Крим (2000).
- Почесний лісівник України (2009).